# Żółwinkowate (owady)

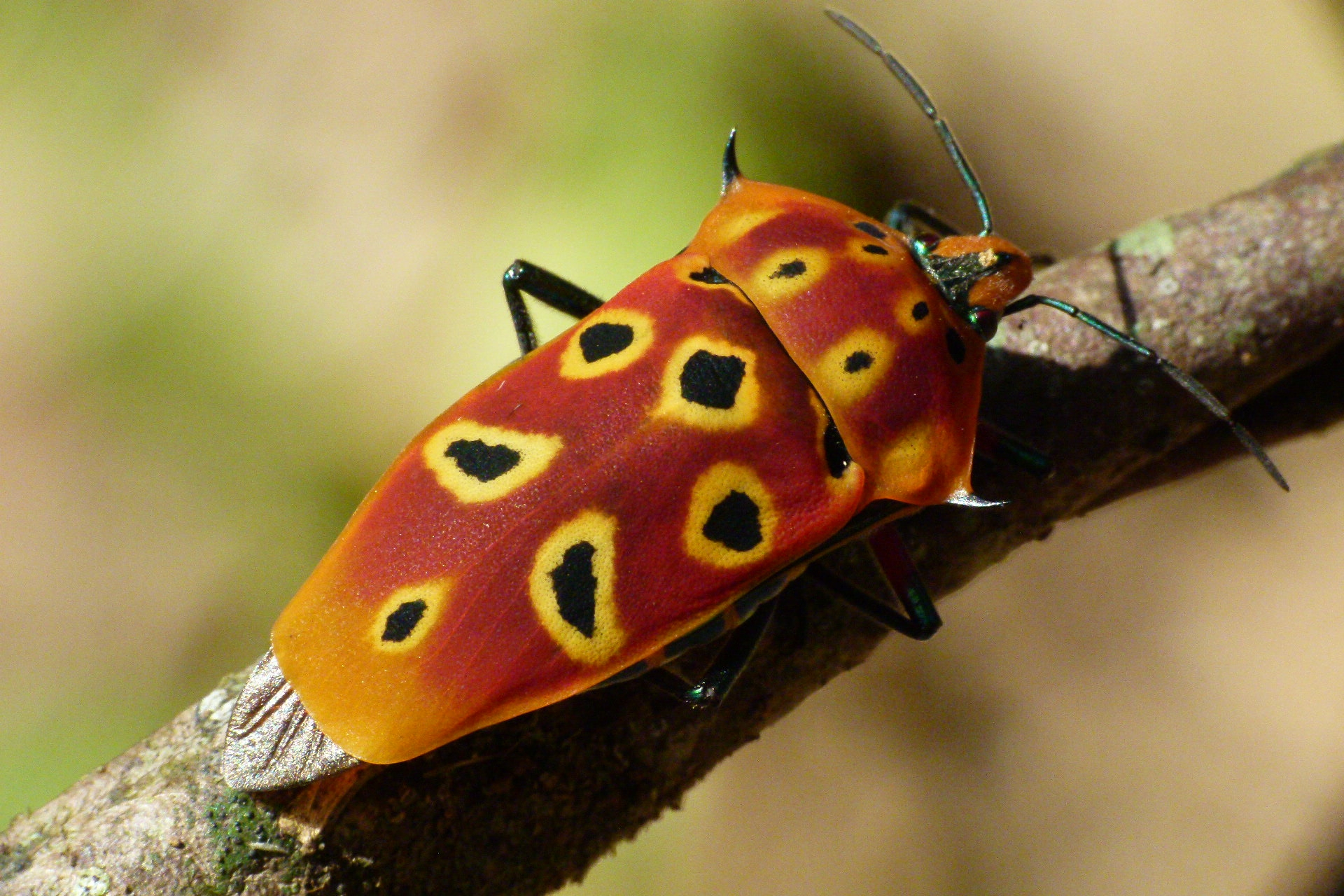
Cantao ocellata

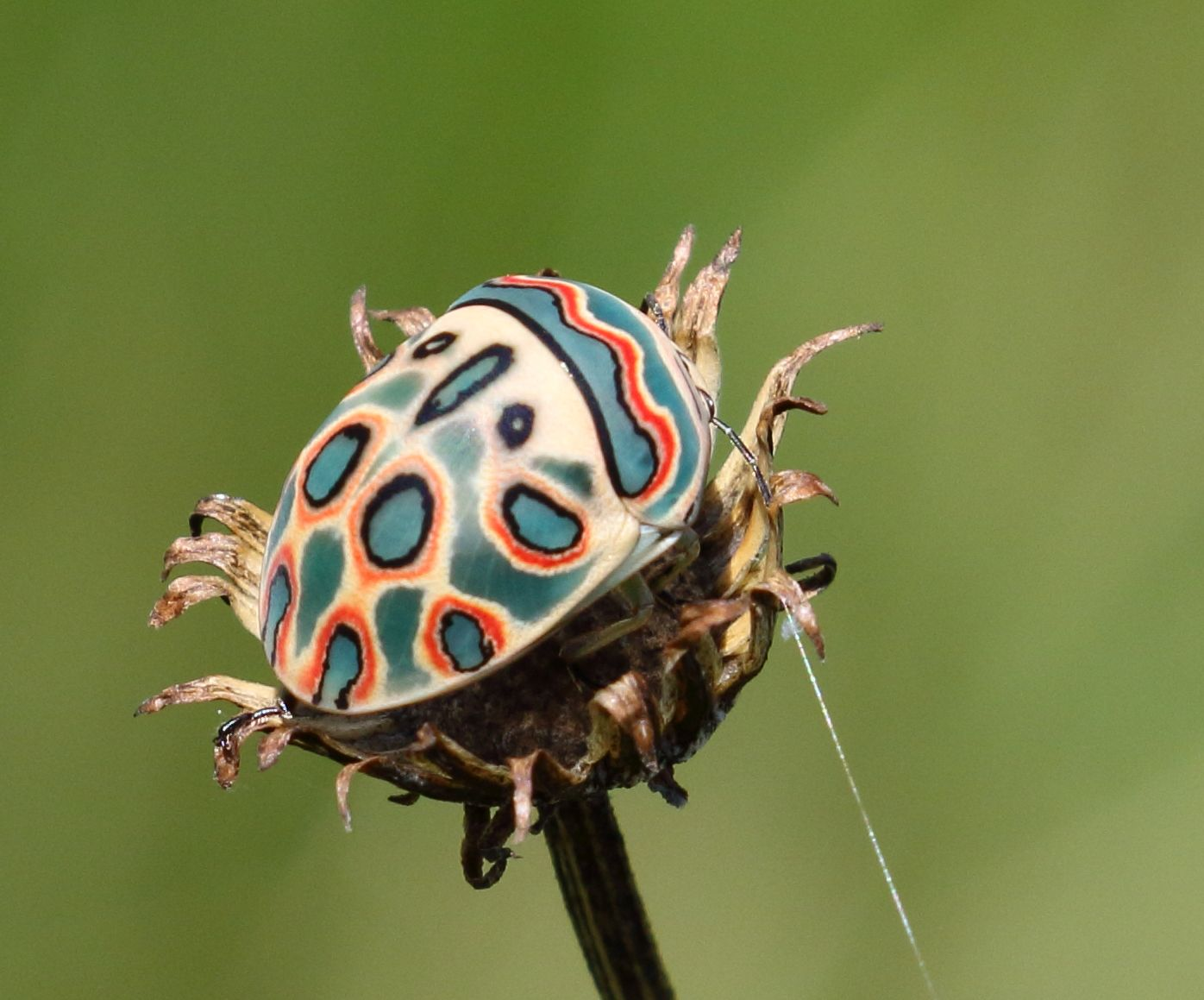
Sphaerocoris annulus

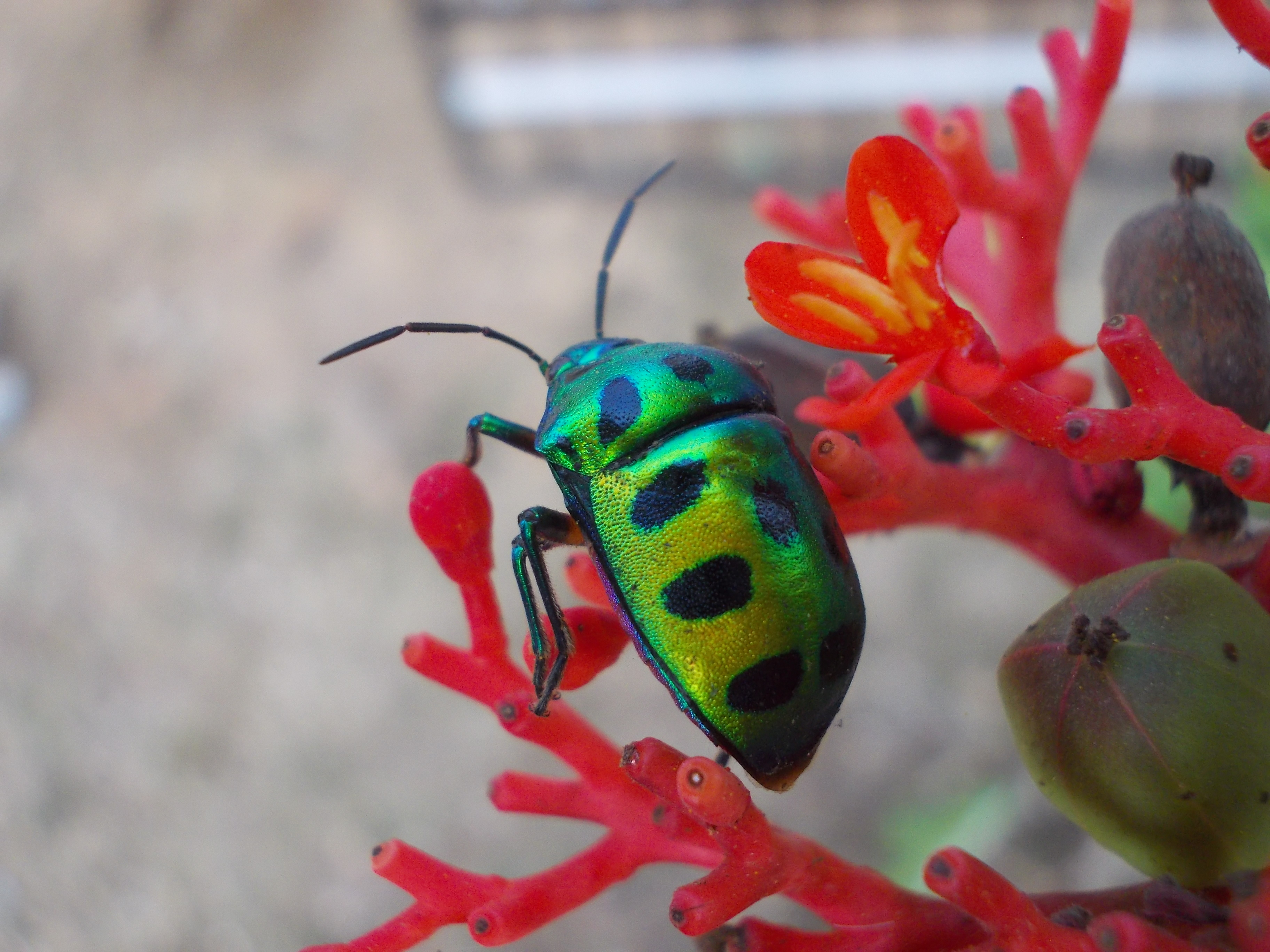
Chrysocoris stolli

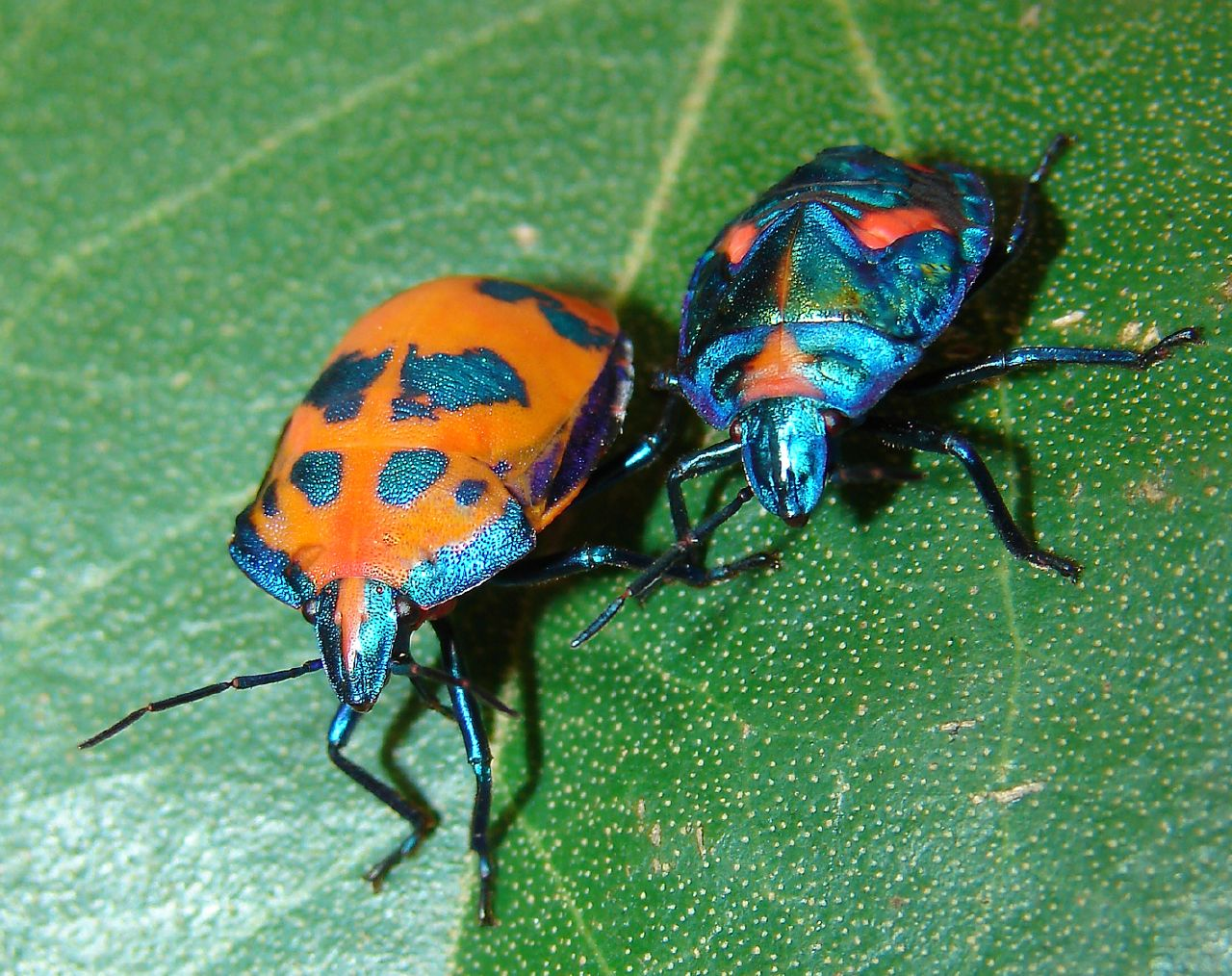
Tectocoris diophthalmus. Imago po lewej i larwa po prawej

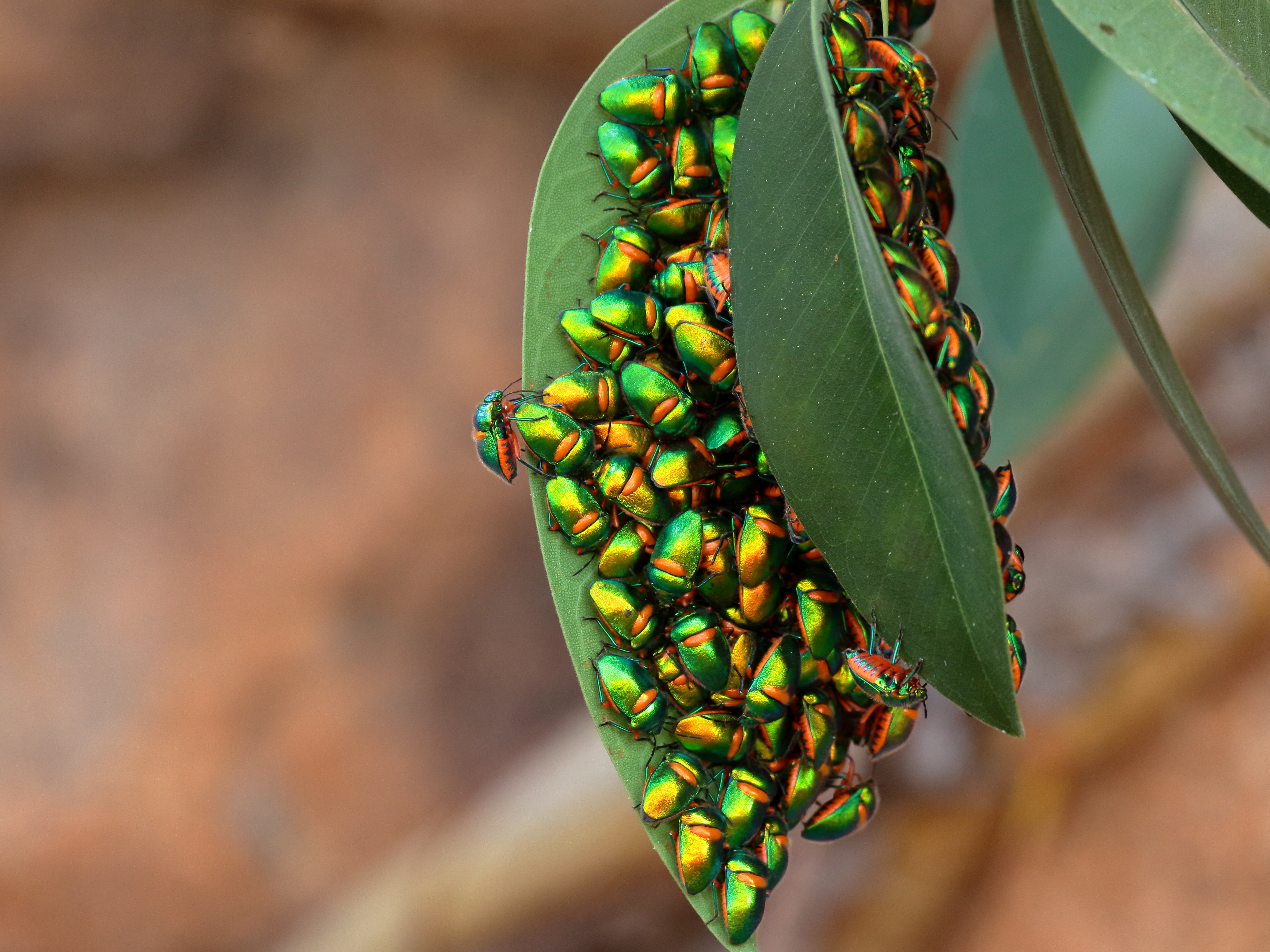
Agregacja Lampromicra senator

Żółwinkowate, tarczownicowate (Scutelleridae) – rodzina pluskwiaków z  podrzędu różnoskrzydłych i nadrodziny tarczówek. Obejmuje około 450–500 opisanych gatunków. Pluskwiaki te rozsiedlone są kosmopolitycznie. Żerują na sokach roślin (fitofagi ssące). Niektóre gatunki są szkodnikami o dużym znaczeniu gospodarczym. W zapisie kopalnym znane są od eocenu.

## Morfologia
Pluskwiaki te mają mniej lub bardziej wypukłe z wierzchu ciało o długości od 5 do 20 mm. W kolorystyce większości gatunków, w tym wszystkich europejskich,  przeważają odcienie brązu, szarości i czerni, ale u gatunków tropikalnych ubarwienie często jest jaskrawe, kontrastujące, metaliczne, a nawet irydyzujące. Niektóre gatunki na pierwszy rzut oka przywodzą na myśl chrząszcze. Głowa zaopatrzona jest w cienkie, nieszczególnie długie czułki zbudowane z pięciu lub trzech członów. Tarczka jest silnie powiększona, wypukła, u nasady szersza niż szerokość tylnej krawędzi przedplecza, nakrywająca niemal cały odwłok i sięgająca do jego wierzchołka. Frena jest zanikająca lub całkiem nieobecna. Półpokrywy mają nienakryte tarczką części przykrywek błoniaste, a zakrywki zaopatrzone w liczne żyłki. Przedtułów ma silnie blaszkowate żeberka na pleurytach i bruzdę na przedpiersiu. Odnóża wszystkich par mają trójczłonowe stopy. Odwłok ma parzyste trichobotria, a szwy jego spodniej strony dochodzą do jego bocznych krawędzi. U samców na sternitach odwłoka zwykle obecne są androkonia, umieszczone na ich częściach o zmodyfikowanej budowie. Dziewiąty segment odwłoka samic ma gonokoksyty (dźwigacze walw drugiej pary) połączone wzdłuż linii środkowej lub całkowicie zlane ze sobą. Ponadto genitalia samic cechują się w większej części błoniastymi walwulami pierwszej pary oraz zesklerotyzowanym rowkiem w nasadowej części spermateki – tę ostatnią cechę uznaje się za synapomorfię rodziny.

## Biologia i ekologia
Wszystkie żółwinkowate są fitofagami ssącymi soki roślin. Żerować mogą na ich częściach nadziemnych jak i na ich częściach nasadowych, samemu pozostając zagrzebanymi w glebie lub piasku. Najczęściej pokarmowo związane są z roślinami zielnymi, w tym z trawami. Niektóre gatunki uczestniczą w zapylaniu roślin np. Cantao ocellatus (zapyla drzewa Macaranga peltata w Indiach) i Scutiphora pedicellata.
W klimacie umiarkowanym żółwinkowate wydają na świat jedno pokolenie w ciągu roku, natomiast w cieplejszym mogą to być dwa pokolenia rocznie. U niektórych gatunków tropikalnych występuje troska rodzicielska o potomstwo. Tectocoris diophthalmus i Cantao ocellatus strzegą złóż jaj, a u rodzaju Pachycoris opieka dotyczy też larw. Stadium zimującym mogą być osobniki dorosłe jak i larwy. W cieplejszych strefach klimatycznych spotyka się u nich również estywację.
U żółwinkowatych występuje system determinacji płci XY. Kariotyp zbadano u nielicznych gatunków. Liczba autosomów wynosi zwykle 10, ale u Chrysocoris stollii jest ich 12.

## Rozprzestrzenienie
Rodzina kosmopolityczna, najliczniej reprezentowana w strefie tropikalnej i subtropikalnej. W krainie palearktycznej stwierdzono ponad 150 gatunków z 38 rodzajów. W Polsce odnotowano 9 gatunków z 4 rodzajów (zobacz: żółwinkowate Polski).

## Taksonomia i ewolucja
Takson ten wprowadzony został w 1815 roku przez Williama Elforda Leacha jako niezależna rodzina. W 1909 George Willis Kirkaldy sklasyfikował go jako podrodzinę w obrębie tarczówkowatych, ale już w 1917 został przywrócony do rangi rodziny przez Edwarda Van Duzee. Dennis Leston w 1958 umieszczał żółwinkowate w pozycji siostrzanej do pawężowatych, natomiast R.H. Cobben w pracy z 1978 roku upatrywał ich najbliższych krewnych wśród Dinidoridae i Tesseratomidae. Victor dela Paz Gapud w 1991 roku jako grupę siostrzaną dla żółwinkowatych wskazał Canopidae. Molekularno-morfologiczna analiza filogenetyczna Jocélii Grazii i innych z 2008 wsparła monofiletyzm żółwinkowatych, ale nie udało jej się wskazać jednoznacznej pozycji na drzewie rodowym tarczówek.
Do 2012 roku opisano około 450–500 gatunków żółwinkowatych. Klasyfikuje się je w około 80 rodzajach i 8 podrodzinach:
- Elvisurinae Stål, 1872
- Eurygastrinae Amyot & Audinet-Serville, 1843
- Hoteinae Carapezza, 2008
- Odontoscelinae Amyot & Serville, 1843
- Odontotarsinae Mulsant & Rey, 1865
- Pachycorinae Amyot & Audinet-Serville, 1843
- Scutellerinae Leach, 1815
- Tectocorinae McDonald & Cassis, 1984
- incertae sedis
  - Rhinolaetia Schouteden 1965
  - †Teleocydnus Henriksen, 1922[15]

Najwcześniejszym gatunkiem znanym z zapisu kopalnego jest eoceński Teleocydnus transitorius.

## Znaczenie gospodarcze
Znaczenie ekonomiczne mają niektóre gatunki żerujące na organach generatywnych roślin (kwiatach, owocach i nasionach). Największe szkody czynią przedstawiciele rodzaju żółwinek (Eurygaster) na obszarze od Turcji przez Irak po Azję Środkową i Iran, żerując na zbożach, głównie na pszenicy. Na wiosnę owady dorosłe zjadają kiełki, liście, łodygi i świeżo uformowane kłosy, natomiast larwy i młode dorosłe drugiego pokolenia żerują na ziarnach. Ich żer doprowadzać może do obumarcia roślin, uszkodzenia ich tak, że ich zbiór jest nieopłacalny, a przy mniejszych uszkodzeniach doprowadza do spadku smaku i jakości mąki. W czasie gradacji mogą one na powodować 100% straty w produkcji pszenicy. Corocznie na wspomnianym obszarze 2 miliony hektarów upraw zbóż traktowane jest z ich powodu insektycydami, jednak zwalczanie chemiczne nie przynosi zadowalających rezultatów w przypadku tych pluskwiaków. W Australii Tectocoris diophthalmus jest szkodnikiem bawełny.
W Polsce żółwinkowate nie mają szczególnego znaczenia gospodarczego. Nawet przy wyjątkowo występujących masowych pojawach szkody wywoływane przez nie są niewielkie i lokalne.